# Albaladejo
Albaladejo là một đô thị thuộc Ciudad Real, Castile-La Mancha, Tây Ban Nha.

## Dân số
| 1991  | 1996  | 2001  | 2006  |
| ----- | ----- | ----- | ----- |
| 1.782 | 1.753 | 1.598 | 1.558 |